# ベラクルス州

ベラクルス州
Veracruz de Ignacio de la Llave

ベラクルス州 (ベラクルスしゅう、Veracruz de Ignacio de la Llave) は、メキシコ合衆国の31の州の一つで、メキシコ湾の西岸、タマウリーパス州の南隣、タバスコ州の北西、北緯17°10' から22°38'、西経93°55' から98°38'に位置する南北方向に細長い州である。面積は、 72,815km2で、メキシコで11番目であり、2010年国勢調査で州の人口は7,638,378人でメキシコで3番目に人口の多い州である。
気候は、海岸沿いでは、高温多湿であり、やや内陸の丘陵地帯は、多湿であるが涼しくなる。プエブラ州、イダルゴ州、オアハカ州との州境に近い山岳地帯は、やや寒冷で多雨である。
6月から10月にかけては、カリブ海などで発生するサイクロンの影響を受ける。
州のフォーマルな名称は、「Veracruz de Ignacio de la Llave（イグナシオ・デ・ラ・ジャベの聖十字架）」あるいは、短縮して「Veracruz-Llave」という。州の名称が、単なる「Veracruz」になったのは、フランスがメキシコに侵攻していた1863年に、将軍イグナシオ・デ・ラ・ジャベが亡くなったときからである。
ベラクルス州には、210の自治体があり、住民の80%は、メスティーソで、20%がインディヘナである。山岳地帯でも山頂に近い場所へ行くと、貧しいインディヘナの人々に出会うことがある。工業化された港湾都市のベラクルス、コアツァコアルコスと対照的である。
ベラクルス州は、先古典期には、オルメカ文明の中心部にあたり、州南部には、サン・ロレンソやトレス・サポーテスなどの祭祀センターが築かれ、繁栄した。古典期に入ると、州南部では、トレス・サポーテスに加えて、セロ・デ・ラス・メーサス (Cerro de las Mesas) と呼ばれる祭祀センターが築かれ繁栄した。セロ・デ・ラス・メーサスは、点を1、横棒を5と表示する長期暦の日付けのある石碑で知られる。両方ともテオティワカンの強い影響を受け、円筒型三足土器の出土がみられる。州の中部には、トトナカ文化の中心都市で、「壁龕のピラミッド」で知られる世界遺産の祭祀センターエル・タヒンや笑う土偶で知られるレモハーダス文化が繁栄した。

## 隣接州
- タバスコ州
- チアパス州
- オアハカ州
- プエブラ州
- イダルゴ州
- サン・ルイス・ポトシ州
- タマウリパス州

## 主な都市
- ベラクルス：メキシコ湾岸最大の港湾都市
- ハラパ：州都
- コアツァコアルコス
- コルドバ
- オリサバ
- コアテペク：コーヒー生産の中心地
- パパントゥラ・デ・オラルテ：バニラ生産の中心地
- トラコタルパン：ユネスコ世界遺産でもある港町